# Wohn- und Wirtschaftsgebäude Dorfstraße 24
Das Wohn- und Wirtschaftsgebäude Dorfstraße 24 (auch Niedersachsenhaus Bramstedt), westlich der Kirche im alten Zentrum, in der niedersächsischen Gemeinde Hagen im Bremischen, Ortsteil Bramstedt, im Landkreis Cuxhaven, stammt vom Ende des 18. Jahrhunderts.
Aktuell (2024) wird es kommunal als kulturelle und dörfliche Begegnungsstätte sowie museal genutzt.
Das Gebäude steht unter Denkmalschutz (siehe auch Liste der Baudenkmale in Hagen im Bremischen).

## Beschreibung

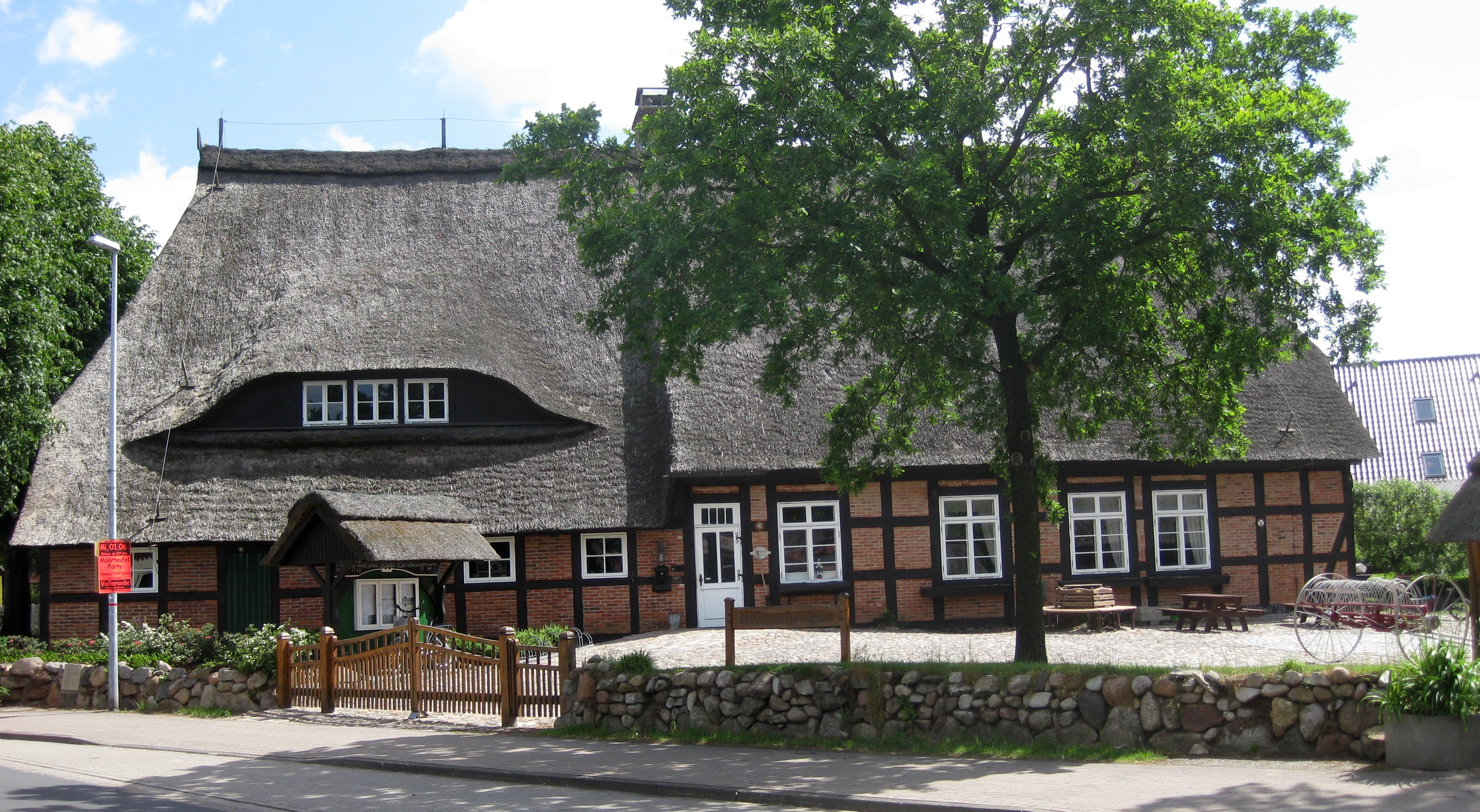
Niedersachsenhaus Bramstedt

Das eingeschossige giebelständige Gebäude als Zweiständer-Hallenhaus in Fachwerk mit Steinausfachungen, reetgedecktem Krüppelwalmdach mit zwei Schwalbenschwanzgauben und Niedersachsengiebel mit Uhlenloch und Pferdeköpfen sowie der Grooten Door mit Korbbogen wurde 1780 (Inschrift) gebaut. Die Grundstücksabgrenzung besteht aus Feldsteinen und einem gusseisernen Tor.
Das Niedersachsenhaus wird vom Heimatverein Bramstedt betreut. Zur musealen Anlage zählen auch das Backhaus, der Schafstall und die Wagenremise.
Das Landesdenkmalamt befand u. a.: „… regionstypischen Zweiständerbau des späten 18. Jahrhunderts, …“